# ایرانشهر (سیستان و بلوچستان)
ایرانشهر یکی از شهرهای استان سیستان و بلوچستان است که نام پیشین آن پَهرَه (در فرهنگ فارسی معین به معنی نگهبانی می باشد.) بوده‌است. این شهر در میانه سیستان و بلوچستان ایران قرار دارد.
شهرستان ایرانشهر با پهناوری افزون بر ۳۰۲۰۰ کیلومتر مربع (به بلوچی چارینه) و با بلندای میانگین ۵۹۱ متر از روی دریا در فاصله ۳۴۵ کیلومتری مرکز استان سیستان و بلوچستان است و ۱۵ درصد گستره استان را از آن خود کرده است و آب و هوای گرم و خشک دارد، همچنین سومین شهر پرجمعیت استان پس از زاهدان و زابل می باشد؛ و از جمله شهرهای ایران است که دارای فرمانداری ویژه است.

## تاریخچه
کهن‌ترین منابعی که از ایرانشهر نامی به میان آورده‌اند منابع تاریخی یونانی و لاتین می‌باشند که در آنها از شهر پورا (Poura) به عنوان پایتخت ساتراپی اصلی گدروزی نام برده‌اند.
ساتراپی نامی است که یونانیان به‌طور کلی
به شهربانی‌های مختلف شاهنشاهی هخامنشیان داده‌اند.
از دیگر نام‌هایی که در تاریخ به این شهر از بلوچستان گفته می‌شده‌است می‌توان پره، پهره و معرب آن فهره را نام برد. در این منطقه می‌توان آثاری از اولین سکونتگاه‌های بشر را یافت. سایت‌های باستانی مانند بمپور و خوراب و اسپیدژ و غیره، از جمله این مکان‌ها هستند. همچنین، وجود قلعه‌های متعدد در این شهر نشان از رونق و اهمیت آن در ادوار گوناگون می‌دهد، بنای قلعه بمپور به دوره ساسانیان بازمی‌گردد و قلعه ناصری در عهد قاجاریان ساخته شده‌است. شهر بمپور از زمان افشاریان تا زمان قاجار به عنوان مرکز حکمفرمایی بلوچستان جنوبی شناخته می‌شده‌است، اما پس از دوره قاجار و مرکزیت یافتن ایرانشهر، بمپور اقتدار خود را از دست داد.

## جغرافیا
شهرستان ایرانشهر از نظر جغرافیایی در ۶۰ درجه و ۴۱ دقیقه درازای خاوری و ۲۷ درجه و ۱۲ دقیقه پهنای شمالی و درقسمت مرکزی استان سیستان و بلوچستان واقع شده‌است. ایرانشهر از شمال به زاهدان، از باختر به بمپور، از خاور به مگس و از جنوب به چابهار محدود شده و در منتهی الیه قسمت خاوری با کشور پاکستان هم‌مرز است. شهرستان ایرانشهر در ۳۳۳ کیلومتری جنوب باختری زاهدان و در مسیر راه زاهدان – بندر چابهار در ۵۷۱ متری از سطح دریا قرار دارد. رود بمپور از ۴ کیلومتری جنوب شهر گذشته و پس از ۱۳۰ کیلومتر به هامون جازموریان می‌ریزد.
مسیرهای دسترسی به این منطقه عبارت اند از:
- مسیر ایرانشهر-خاش به سمت شمال خاوری به درازای ۱۵۰ کیلومتر
- مسیر ایرانشهر-چابهار به سمت جنوب به درازای ۳۷۵ کیلومتر
- مسیر ایرانشهر-بم به سمت شمال باختری به درازای ۳۷۲ کیلومتر
- هم چنین راهی به سمت جنوب از ۱۸ کیلومتری این راه امتداد یافته که ایرانشهر را به درازای ۳۸۵ کیلومتر به چابهار متصل می‌کند.

## مردم‌شناسی
در ایرانشهر اکثریت مردم بلوچ و پیرو دین اسلام و مذهب اهل سنت می‌باشند.البته اقلیتی از بلوچ ها و عده زیادی از جمعیت ایرانشهر که از بم و شهر های اطرافش به این شهر مهاجرت کرده اند نیز ،شیعه هستند.
مردم این منطقه از کشاورزی، دامداری، صیادی، صنایع دستی و تجارت امرار معاش می‌کنند. مردم این منطقه اکثراً درونگرا بوده اما فرهنگ عشیره ای، آن‌ها را به هم متعهد و همبسته می‌کند. همچنین، درصد بالایی از جمعیت مناطق روستایی ایرانشهر را عشایر تشکیل می‌دهند که عموماً در سیاه چادرها و کپرهای ساخته شده از شاخ و برگ نخل خرما زندگی می‌کنند و همچنین عده زیادی از جمعیت ساکن در این شهر از استان کرمان و شهر بم هستند؛ و عمده معیشت این قشر از طریق نگه داری دام به خصوص بز انجام می‌شود.
ایرانشهر و شهرهایی مانند رضوانشهر (استان گیلان)، پیرانشهر (آذربایجان غربی)، پاوه (استان کرمانشاه)، سنندج (استان کردستان)، گمیشان (استان گلستان) و تایباد (استان خراسان رضوی) برخی‌ شهرهای با اکثریت مذهب اهل سنت در ایران می‌‌باشند.

### جمعیت
بر پایه سرشماری عمومی نفوس و مسکن در سال ۱۳۹۵ جمعیت این مکان ۱۱۳٬۷۵۰ نفر (۲۷٬۲۴۸ خانوار) بوده‌است.

## فرهنگ

### زبان
زبان مردم این منطقه زبان بلوچی بوده که در مناطق مختلف با گویش‌های مختلف رواج داشته و مانند زبان‌های گیلکی و کردی، ریشه‌ای پهلوی دارد. از جمله گویش‌های منطقه می‌توان به بمپوری، ایرندگانی، ابتری، دامنی، بزمانی، سرحدی، دلگانی و نرماشیری اشاره کرد.
اولین محققی که لهجه‌های بلوچی را بیشتر به‌طور سیستماتیک مورد مطالعه قرارداد ویلهلم گایگر Wilhelm Geiger بود. او بلوچی را به دو لهجه اصلی تقسیم کرده و بلوچی شمالی (سرحدی) و بلوچی جنوبی (مکرانی) نامید. وی همچنین بلوچی جنوبی را به گروه‌های شرقی و غربی و بلوچی شمالی را به گروه‌های شمالی و جنوبی که به ترتیب توسط طوایف لغاری و مری نمایندگی می‌شدند تقسیم کرد. گیگر برای نشان دادن تفاوت لغوی لهجه‌ها به این واقعیت اشاره می‌کند که بلوچی شمالی به میزان بالایی از زبانهای هندی همسایه لغت اقتباس می‌کند در حالیکه بلوچی جنوبی بیشتر دارای لغات اقتباس شده با ریشه فارسی است.ترجمه و نقل از جهانی (۸۹)
یکی دیگر از محققین لهجه‌های بلوچی «سر جرج گریرسون» می‌باشد. او لهجه‌های بلوچی را به شرقی و غربی تقسیم کرد. وی معتقد بود که بلوچی غربی در محدوده حکومتی بریتانیا دارای سه لهجه است و آن‌ها را بر اساس منطقه عمده‌ای که در آن صحبت می‌شوند، لهجه کراچی، کیچی و پنجگوری نامید.
محقق برجسته دیگری که به صورت سیستماتیک لهجه‌های بلوچی را مطالعه کرده‌است پروفسور جوزف الفنبین می‌باشد، او در کتاب «زبان بلوچی، لهجه‌شناسی بامتن» برای نشان دادن تفاوت بین لهجه‌های مختلف، لیستی شامل آواشناسی، دستور (صرف و نحو) و لغت تهیه کرده و آن را به عنوان معیار مقایسه شباهت‌ها و تمایز لهجه‌ها بکار برده‌است.نقشه جغرافیایی لهجه‌ها
زبان و لهجه در ایرانشهر اغلب لهجه بلوچی آنهم از نوع ایرانشهری'سربازی'لاشاری'سرحدی'، بزمانی و… می‌باشد؛ و زبان فارسی نیز در این شهر موجود می‌باشد؛ و سایرلهجه‌ها و زبان‌های کشور نیز وجود دارد.

### آداب
در شهرستان ایرانشهر، لباس مردان(لباس بلوچی) متشکل از پیراهن دراز و یقه باز، شلوار گشاد، دستار (لنگ) و جلیقه (باسکت)، و بعضاً کلاه است لباس زنان هم پیراهن بلندی است که با سوزندوزی در قسمت‌های سرآستین، جیب (گپتان)، دم پا و سرسینه تزئین شده‌است.

### صنایع دستی
بدون تردید مهم‌ترین و مشهورترین صنایع دستی ایرانشهر سوزن دوزی بلوچی است که دارای شهرت جهانی می‌باشد. شهرستان ایرانشهر واقع در بلوچستان در سال ۱۳۹۷ به عنوان شهر ملی سوزن دوزی ثبت شد.
اما از صنایع ظریفه دیگر رایج و مشهور در این شهرستان می‌توان گلیم بافی، حصیر بافی ،پولک دوزی و سکه دوزی را نام برد.

## جاذبه‌های گردشگری
- قلعه ناصری (ایرانشهر)[۱۳]
- غار کرمانچی
- رودخانه دامن
- تالاب جازموریان
- کوه بزمان
- بازار روز ایرانشهر
- چشمه آبگرم کتوکان
- چشمه آبگرم بزمان
- چشمه آبگرم کنتی
- خانه آیت‌الله سیدعلی خامنه‌ای در زمان تبعید،بیت رهبری

### بافت تاریخی ایرانشهر

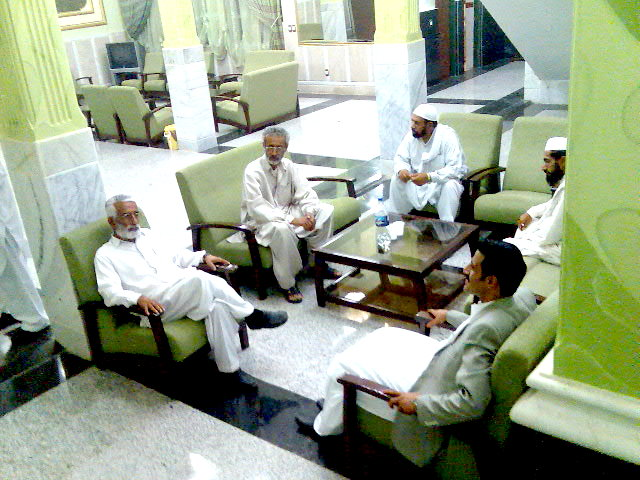
تالار قصر ایرانشهر

## مراکز مهم شهری

### بیمارستانهای ایرانشهر
- بیمارستان خاتم‌الانبیا
- بیمارستان ایران

### دانشگاه‌های ایرانشهر
- دانشگاه علوم پزشکی ایرانشهر
- دانشگاه آزاد ایرانشهر
- دانشگاه ولایت
- دانشگاه پیام نور ایرانشهر
- دانشگاه کشاورزی ایرانشهر
- دانشگاه فرهنگیان ایرانشهر
- دانشگاه علمی کاربردی ایرانشهر

### فرودگاه
فرودگاه ایرانشهر فرودگاهی در کشور ایران با کد یاتا IHR و ایکائو OIZI است که در شهر ایرانشهر قرار دارد.